# École élémentaire en France
Pour un article plus général, voir École primaire en France.
En France, l'école élémentaire est l'école qui accueille les enfants à partir de six ans (cinq pour ceux nés en fin d'année civile). Elle représente la suite de la maternelle (à partir de trois ans, âge auquel commence l'instruction obligatoire en France depuis septembre 2019), avec laquelle elle forme l'école dite primaire.
L'école publique est gratuite et laïque. Elle a obligation d'accueillir les enfants habitant dans la zone qui lui est attribuée par la carte scolaire, qu'ils soient de nationalité française ou pas, en situation régulière ou pas.
Elle accueille les enfants dont le handicap a été reconnu par la MDPH situés hors carte scolaire, lorsqu'ils ne trouvent pas de structure d'accueil dans l'école la plus proche, école dite de rattachement (c'est le cas principalement pour les élèves accueillis en classe pour l'inclusion scolaire). L'objectif principal de l'école élémentaire est d'enseigner aux enfants les savoirs fondamentaux : l'apprentissage de la lecture (lire), de l'écriture (écrire) et du calcul (compter) est bien sûr prioritaire. Les activités d'éveil (artistiques et ludiques) y restent importantes, surtout dans les premières classes. Un secteur privé coexiste avec l'enseignement public.

## Histoire

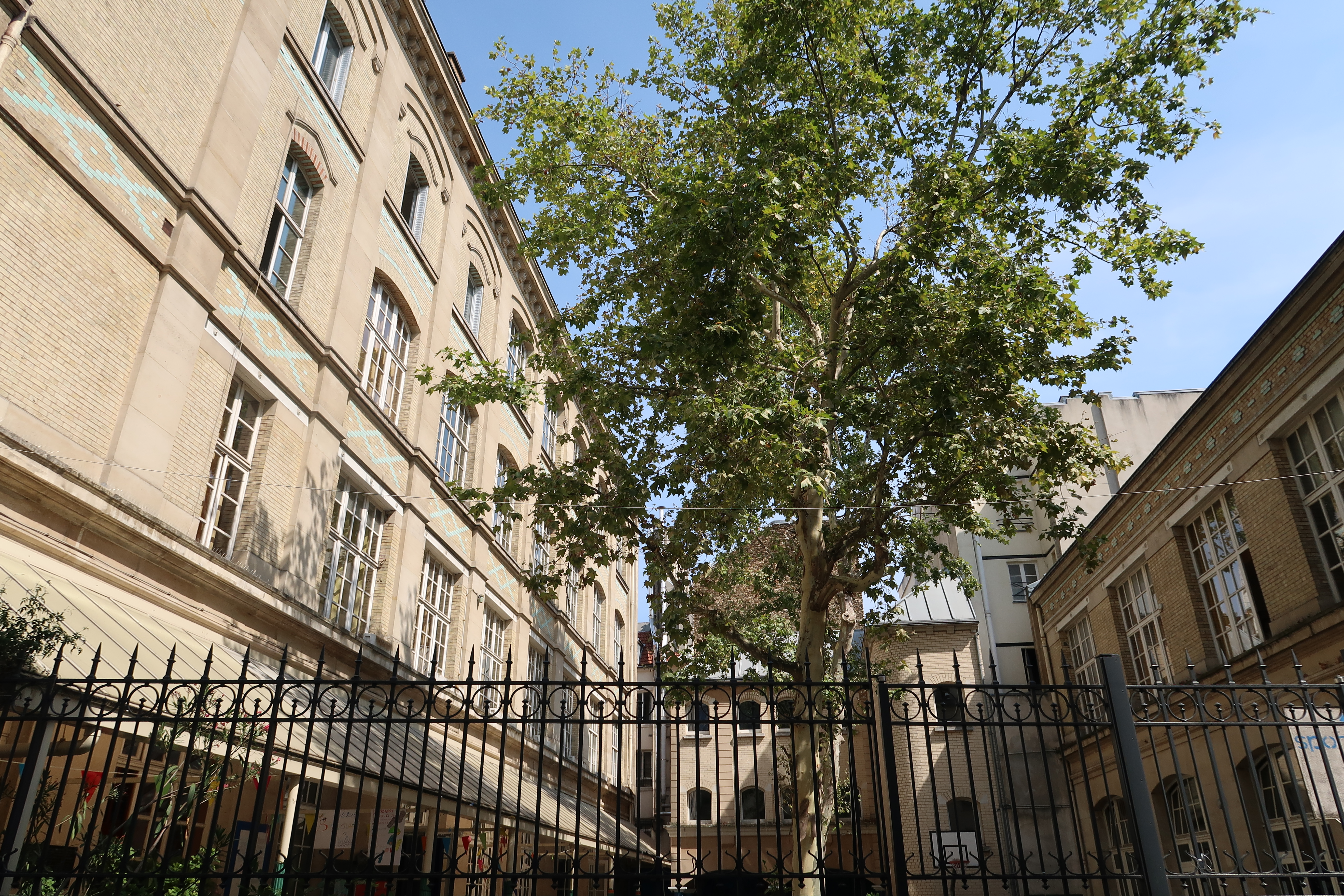
École élémentaire des Vertus à Paris

Sous l'Ancien Régime, il existait environ 10 000 écoles. C'étaient des écoles confessionnelles (catholiques) et il y en avait en moyenne une pour trois paroisses.
À la révolution française, il fut prévu que des premières écoles soient installées dans toute la République pour y admettre des enfants des deux sexes et leur enseigner en langue française; il fut alors prévu une première école dès 400 habitants. Mais la tourmente de la Terreur rendit impossible ce projet et très peu d'écoles fonctionnèrent. Le 28 juin 1833, la loi Guizot imposa aux communes de plus de 500 habitants de financer une école de garçons. Le 23 juillet 1836, aménagement d'une extension de la loi Guizot aux filles sans obligation communale. Le 15 mars 1850, promulgation de la loi Falloux sur l'instruction primaire et la liberté des enseignements primaires et secondaires.

### Rythmes scolaires

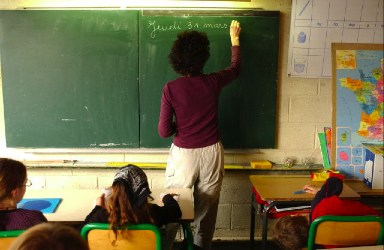
Cours dans une école élémentaire

La scolarité primaire se déroule à l'école maternelle puis à l'école élémentaire, chaque structure étant placée sous la responsabilité d'un directeur d'école ou bien les deux structures étant regroupées sous l'appellation « école primaire » et placées sous la responsabilité d'un seul directeur. En France, dans l'enseignement privé, toutes les écoles recevant des élèves d'un cursus antérieur au collège sont des écoles primaires.
Une loi de Jules Ferry concernant la laïcité (1882) prévoit un jour par semaine réservé à l'instruction religieuse. Ainsi, les classes vaquent le jeudi, puis le mercredi à partir de 1972, et ce principe laïc est respecté jusqu'à la fin du XXe siècle.
Le modèle national est basé sur quatre journées et demie travaillées : lundi, mardi, mercredi matin, jeudi et vendredi. (depuis 2013). À titre dérogatoire, le directeur académique des services de l'Éducation nationale peut substituer à l'enseignement du mercredi matin un enseignement organisé le samedi matin dans une école.
En 2007 (avant le passage de la semaine de quatre jours et demi à celle de quatre jours), la semaine de quatre jours concernait 24,30 % des élèves, dans 26 % des écoles, notamment dans la quasi-totalité des écoles de 13 départements.
Les cours sont transférés du samedi matin au mercredi matin pour 6,5 % des élèves au niveau national.
Les rythmes scolaires ont évolué au cours du temps, et ont été majoritairement :
- Avant 1969 : 30 heures hebdomadaires réparties sur lundi, mardi, mercredi, vendredi et samedi[5]
- 1969 - 1972 : 27 heures hebdomadaires réparties sur lundi, mardi, mercredi, vendredi et samedi matin[6]
- 1972 - 2008 : 27 heures hebdomadaires réparties sur lundi, mardi, jeudi, vendredi et samedi matin
- 2008 - 2013 : 24 heures hebdomadaires réparties sur lundi, mardi, jeudi et vendredi
- depuis 2013 (dans la majorité des écoles élémentaires) : 24 heures hebdomadaires réparties sur lundi, mardi, mercredi matin, jeudi et vendredi. Chaque jour après la classe, à partir de 15 h 30-16 h, des activités périscolaires animées par des personnels municipaux sont proposées aux enfants dans toutes les écoles maternelles et élémentaires.
- En juin 2017, le ministre de l'Éducation Nationale Jean-Michel Blanquer propose de revenir à la semaine des 4 jours et donne le choix aux écoles d'appliquer la réforme dès la rentrée 2017 ou d'attendre la rentrée 2018, ou de rester à 4 jours et demi, toujours pour 24 heures hebdomadaires. Pour les écoles revenant à 4 jours, les jours de classe seront à nouveau le lundi, mardi, jeudi et vendredi[7].

Comme les écoles privées catholiques, les écoles publiques n'ont jamais fonctionné le dimanche.
La scolarité est répartie de septembre à juillet. La rentrée a lieu entre le 31 août et 5 septembre tandis que la fin d'année a lieu à la fin de la première semaine de juillet.

### Écoles de formation des maîtres
Une école d'application est une école élémentaire ou maternelle comme une autre, qui participe en plus à la formation des futurs Instituteurs (professeurs des écoles). Les écoles d'application étaient rattachées jusqu'en 1991 aux écoles normales d'instituteurs et les étudiants y « appliquaient » (mettaient en pratique), sous la direction des maîtres d'application qui y enseignaient, ce qu'ils apprenaient en théorie à l'école normale. Les écoles normales ont été remplacées en 1991 par les instituts universitaires de formation des maîtres (IUFM), puis par les instituts nationaux supérieurs du professorat et de l'éducation (INSPE) (appelés écoles supérieures du professorat et de l'éducation de 2013 à 2019) le lien avec les écoles d'application existant toujours. Les maîtres d'application (désormais appelés « maîtres formateurs ») qui enseignent dans les écoles d'application sont des maîtres qui possèdent une qualification certifiée de formateur et qui accueillent régulièrement dans leur classe des futurs professeurs des écoles en stage. Ils sont déchargés de classe sur une partie de leur temps de service, pendant laquelle ils vont visiter leurs étudiants dans d'autres écoles où ils effectuent des stages en responsabilité. Ils leur donnent aussi des cours alliant théorie et pratique, les conseillent et les évaluent.
En 2013, 82 % des enseignants de l'école primaire (maternelle et élémentaire) sont des femmes,.

## Organisation

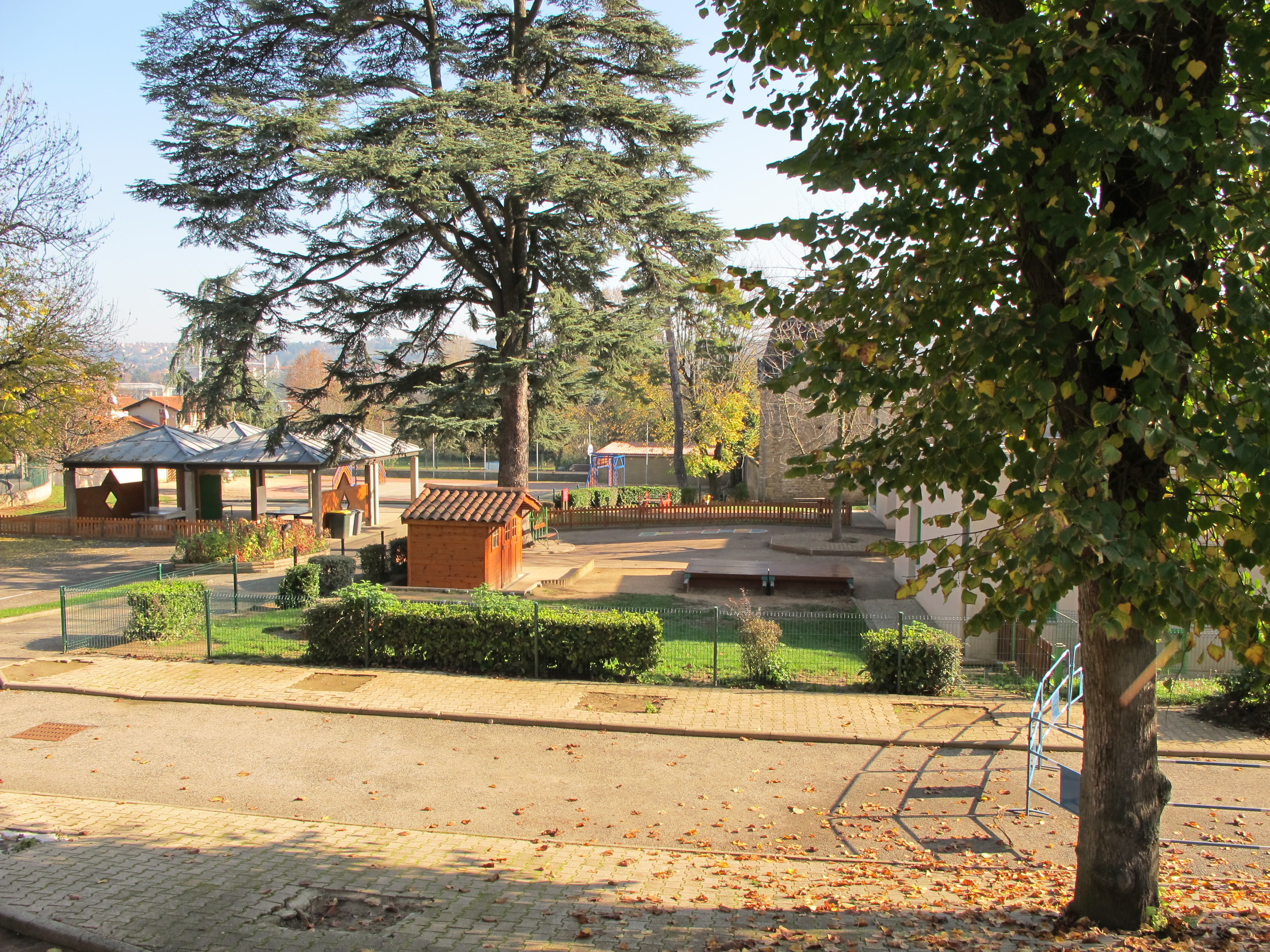
École élémentaire d'Albigny-sur-Saône.

L'importance des différents enseignements varie progressivement selon les cycles, qui sont eux-mêmes subdivisés en années et qui sont les suivants :
- Cycle II : cycle des apprentissages fondamentaux
  - Première année : cours préparatoire ou CP (6-7 ans)
  - Deuxième année : cours élémentaire 1re année ou CE1 (7-8 ans)
  - Troisième année : cours élémentaire 2e année ou CE2 (8-9 ans)
- Cycle III : cycle de consolidation
  - Première année : cours moyen 1re année ou CM1 (9-10 ans)
  - Deuxième année : cours moyen 2e année ou CM2 (10-11 ans)
  - La troisième année du cycle III se fait au collège en 6e (11-12 ans).

L'enseignement est généralement dispensé par un professeur des écoles polyvalent (statut remplaçant progressivement celui d'instituteur). Celui-ci est chargé d'organiser l'enseignement des différentes matières en respectant notamment leur répartition horaire moyenne prévue dans les programmes :
- maîtrise du langage et de la langue française qui comprend notamment l'expression orale, la lecture, la production d'écrits, la littérature, l'étude de la langue française (anciennement dénommée l'observation réfléchie de la langue française : grammaire, orthographe, vocabulaire, conjugaison) ;
- l'éducation humaine : vie collective, histoire, géographie, l'initiation à une langue étrangère ou régionale ;
- l'éducation scientifique qui comprend les mathématiques, les sciences expérimentales, la technologie et l'informatique ;
- l'éducation physique et sportive ;
- l'éducation artistique : l'éducation musicale, arts visuels ;
- l'éducation civique ou le vivre ensemble.

Juridiquement, de même que les écoles maternelles, les écoles élémentaires ne sont pas des établissements publics autonomes. Elles n'ont pas de budget de fonctionnement comme les établissements publics locaux d'enseignement (EPLE), collèges et lycées. Les personnels enseignants dépendent de l'Éducation nationale. Ainsi, le maire n'a aucune autorité sur les enseignants.
| Niv 3 14 |                                   | Diplôme national du brevet (DNB)Troisième     |                                        | DNB et Certificat de formation générale (CFG)Troisième Prépa-Métiers, SEGPA, ULIS, UPE2A |
| 13       | Quatrième                         | Quatrième SEGPA, ULIS, UPE2A                  |                                        |                                                                                          |
| 12       | Cinquième                         | Cinquième SEGPA, ULIS, UPE2A                  |                                        |                                                                                          |
| 11       | Sixième                           | Sixième SEGPA, ULIS, UPE2A                    |                                        |                                                                                          |
|          | Collège                           |                                               |                                        |                                                                                          |
|          |                                   |                                               |                                        |                                                                                          |
| Niv 2 10 | Cours moyen 2e année (CM2)        |                                               | Cours moyen 2e année ULIS, UPE2A (CM2) |                                                                                          |
| 9        | Cours moyen 1re année (CM1)       | Cours moyen 1re année ULIS, UPE2A (CM1)       |                                        |                                                                                          |
| 8        | Cours élémentaire 2e année (CE2)  | Cours élémentaire 2e année ULIS, UPE2A (CE2)  |                                        |                                                                                          |
| 7        | Cours élémentaire 1re année (CE1) | Cours élémentaire 1re année ULIS, UPE2A (CE1) |                                        |                                                                                          |
| 6        | Cours préparatoire (CP)           | Cours préparatoire ULIS, UPE2A (CP)           |                                        |                                                                                          |
|          | École élémentaire                 |                                               |                                        |                                                                                          |
|          |                                   |                                               |                                        |                                                                                          |
| Niv 1 5  | Grande section (GS)               | Grande section (GS)                           | Grande section (GS)                    |                                                                                          |
| 4        | Moyenne section (MS)              | Moyenne section (MS)                          | Moyenne section (MS)                   |                                                                                          |
| 3        | Petite section (PS)               | Petite section (PS)                           | Petite section (PS)                    |                                                                                          |
| 2        | Toute petite section (TPS)        | Toute petite section (TPS)                    | Toute petite section (TPS)             |                                                                                          |
|          | École maternelle                  |                                               |                                        |                                                                                          |
|          |                                   |                                               |                                        |                                                                                          |
| RNCP Âge | Système éducatif en France        | Système éducatif en France                    | Système éducatif en France             |                                                                                          |

Du point de vue hiérarchique, les enseignants français ne dépendent pas du directeur qui est statutairement un enseignant et dont les compétences, orientées spécifiquement vers le fonctionnement de l'école, n'ont pas d'incidence individuelle, notamment au plan pédagogique, même s'il est un élément de la chaîne hiérarchique (le courrier est adressé à la hiérarchie sous son couvert). Si les enseignants des écoles ne dépendent pas de ce primus inter pares ("premier parmi ses pairs") qu'est le directeur, ils relèvent de l'autorité d'un inspecteur de circonscription (Inspecteur de l'Éducation nationale ou IEN). Mutatis mutandis, l'IEN cumule les responsabilités qui, dans le second degré (collèges et lycées) sont assumées, d'une part, par le chef d'établissement et, d'autre part, par les inspecteurs pédagogiques régionaux.
En revanche, la commune a la responsabilité des bâtiments, et finance les dépenses matérielles. Sauf en Alsace-Moselle (statut local), il existe une caisse des écoles, établissement public autonome dont le président est un élu municipal (loi du 28 mars 1882). Il existe aussi des coopératives scolaires. Les directeurs sont souvent, mais pas nécessairement, présidents de la coopérative de l'école à laquelle cotisent parfois les parents — de façon volontaire et sans obligation — et la mairie et qui avec un budget limité permet de financer des projets comme les classes de découverte. Les coopératives scolaires, dont le fonctionnement est encadré par des règles très strictes, sont supervisées par l'office central de la coopération à l'école.
Mais les coopératives scolaires, par définition, sont des associations indépendantes à vocation éducative. Elles ont interdiction de verser des salaires. En l'absence de statut d'établissement, il a fallu, lors de la création des aides-éducateurs (AE), que la puissance publique imagine une astuce juridique : les AE, relevant du code du travail et non du statut général de la fonction publique, étaient employés par un EPLE collège-employeur et mis à disposition des écoles sous l'autorité du directeur d'école. Le même dispositif a été étendu à d'autres types d'emplois similaires, créés notamment pour favoriser l'insertion des élèves handicapés : assistants d'éducation, emplois vie scolaire, contrats d'avenir…

## Programmes

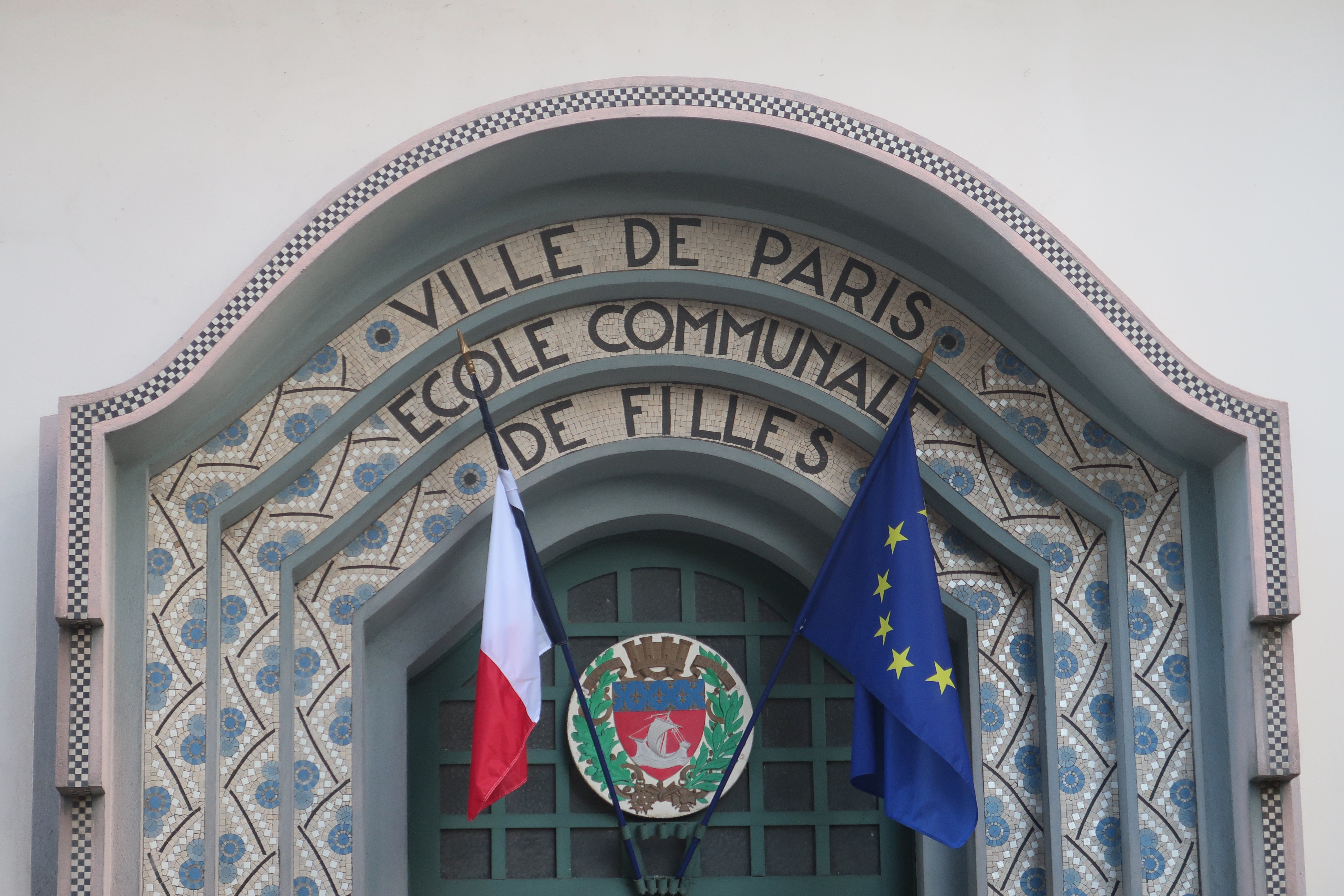
École élémentaire de la rue du Château-des-Rentiers à Paris

Depuis le décret de 1990 à la suite de la loi d'orientation de 1989, l'enseignement primaire est organisé en trois cycles pluri-annuels, des objectifs devant être atteints non plus à la fin d'une année scolaire, comme auparavant, mais en fin de cycle. Depuis la rentrée scolaire 2016, les cycles se divisent ainsi :
- Le cycle 1 ou cycle des apprentissages premiers comprend une partie de la maternelle, soit la toute petite section (TPS), la petite section (PS), la moyenne section (MS) et la grande section (GS) de maternelle.
- Le cycle 2 ou cycle des apprentissages fondamentaux concerne l'école élémentaire avec le CP, le CE1 et le CE2.
- Le CM1 et CM2 correspondent au cycle 3 ou cycle de consolidation, avec la classe de 6e au collège.

L'enfant dispose de trois ans pour acquérir l'ensemble des compétences du cycle considéré. Par exemple, un élève entrant en cycle 2 aura trois ans pour acquérir une lecture courante, ainsi qu'une compréhension explicite de textes. Cet apprentissage, réparti sur l'ensemble du cycle, peut être en voie d'acquisition dès la grande section, pour les plus matures ; durant le cours préparatoire pour la plus grande partie des élèves ; pour certains enfants, cet apprentissage n'est parfois possible que durant l'année de CE1.
Des évaluations nationales sont organisées en CE1 et CM2. Elles doivent permettre de vérifier l'acquisition du contenu des programmes afin de proposer aux élèves en difficulté un parcours adapté. Ces évaluations apportent également aux services de l'Éducation Nationale un regard statistique sur l'enseignement primaire en France. Un programme intitulé ABCD de l'Égalité, portant sur l'égalité entre filles et garçons, est expérimenté en 2013-2014, dans 600 classes de maternelle et d'élémentaire de 275 écoles. De nouveaux programmes et de nouveaux cycles entrent en vigueur à partir de septembre 2016 :

### Cycle 2 des apprentissages fondamentaux (CP-CE1-CE2)
Ce cycle est organisé autour de sept champs disciplinaires :
- Maîtrise du langage et de la langue française (maîtrise du langage oral ou d'évocation, apprentissage de la lecture et de l'écriture).
- Vivre ensemble (apprentissage des règles de vie, première approche de la citoyenneté).
- Mathématiques (découverte des nombres, du calcul automatisé, réfléchi et instrumenté, des formes géométriques de base, des mesures et des grandeurs…).
- Découvrir le monde (au programme : l'espace, le temps, la vie, la matière, les objets et les technologies de l'information ; initiation aux matières humaines et scientifiques enseignées plus tard).
- Langues étrangères ou régionales (initiation à la diversité culturelle et linguistique).
- Éducation artistique (arts visuels et éducation musicale).
- Éducation physique et sportive.

### Cycle 3 de consolidation (CM1-CM2)
Les matières enseignées à l'école élémentaire dans ce cycle s'inscrivent dans la continuité du cycle 2. Ainsi « vivre ensemble » devient « éducation civique »… Ces matières sont les suivantes :
- Maîtrise du langage et de la langue française (savoir communiquer à l'oral et à l'écrit).
- Éducation civique (participer à la vie de l'école, être citoyen dans sa commune et en France, découvrir l'Europe et s'ouvrir au monde…).
- Littérature (littérature de jeunesse, lecture, écriture).
- Observation réfléchie de la langue française (grammaire, conjugaison, orthographe, vocabulaire).
- Langues étrangères[13] ou régionales (écouter, s'exprimer, lire et comprendre : approfondissement de l'apprentissage des années précédentes) : cet enseignement n'est pas toujours assuré par manque de financement des intervenants nécessaires.
- Histoire (de la Préhistoire à nos jours : les grandes périodes et les faits marquants).
- Géographie (regards sur le monde, l'Europe, la France, introduction à la France dans la mondialisation).
- Mathématiques (calcul, fractions, espace et géométrie, angles, grandeurs et mesures).
- Sciences expérimentales et technologie (matière, monde vivant, environnement, hygiène et santé, énergie, ciel et terre, monde construit par l'homme, technologies de l'information…).
- Arts visuels (dessin…).
- Éducation musicale (chant, musique).
- Éducation physique et sportive.